# Никифор I
Ники́фор I Гени́к (греч. Νικηφόρος Α' Γενικός; около 750, Писидия — 26 июля 811, Плиска, Шуменская область, Первое Болгарское царство) — византийский император (802—811), основатель относительно короткоживущей династии Никифора.

## Биография
Родился в населённом греками городе Селевкия Сидера, находившемся в северной части исторической области Писидия в Юго-Западной Малой Азии (около современного города Эгирдир). Согласно ряду источников, вроде Михаила Сирийца, ат-Табари и Аль-Масуди, Никифор принадлежал к династии Гассанидов, восходя к последнему правителю династии Джабале ибн аль-Айхаму. В частности ат-Табари заявлял, что получил эту информацию из византийских источников. До прихода к власти Никифор был назначен императрицей Ириной руководить финансовым ведомством империи, был логофетом геникона, отсюда он и получил своё прозвище — «Геник».
В 802 году Карл Великий, ранее короновавшийся императором Запада, пытался заключить с императрицей Ириной брак, который мог объединить Франкское государство с Византией. Воспользовавшись недоверием ряда византийских чиновников к этому, Никифор организовал государственный переворот, свергнув императрицу. 31 октября 802 года Никифор был коронован патриархом Тарасием. Сначала Ирину сослали на остров Принкипо, но затем после подозрений в заговоре отправили подальше от Константинополя, на остров Лесбос. Проводил жёсткую фискальную политику. Переселял крестьян из Анатолии в европейскую часть империи. В Рождество 803 года Никифор короновал своего сына Ставракия соправителем.

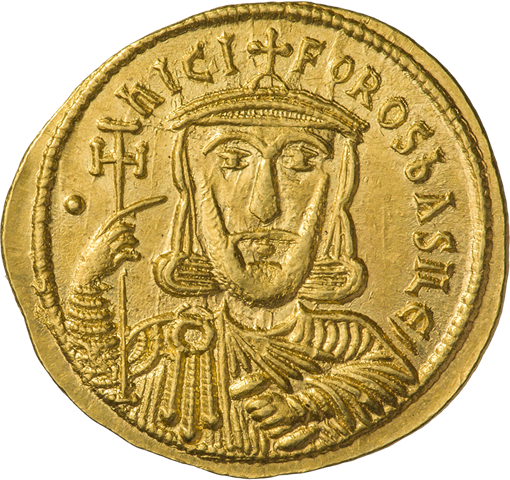
Солид Никифора I Геника

Пытался ограничить могущество церкви, хотя и придерживался иконопочитания. После смерти патриарха Тарасия в 806 году на эту должность он назначил иконопочитателя Никифора. При этом император терпимо относился к иконоборцам и павликианам, что вызывало недовольство православной партии и особенно монахов. 

Никифор потребовал от Аббасидов вернуть дань, заплаченную им Ириной, что вскоре привело к началу новой войны. В конце лета 804 года арабы пересекли границу между государствами. В поход против них отправился сам император, в августе или сентябре того же года войска государств встретились в битве при Красосе, в которой армия Никифора был наголову разбита, потеряла 40 700 человек (согласно ат-Табари), а он был трижды ранен. После начала борьбы за престол в Аббасидском халифате Никифор смог сконцентрироваться на борьбе с Болгарией.

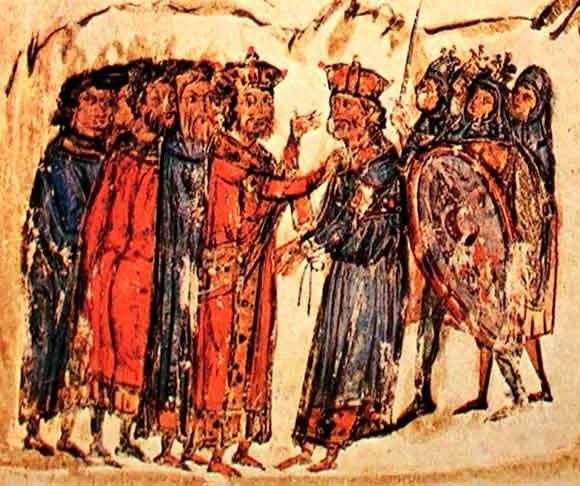
Хан Крум захватывает Никифора в плен в битве в Вырбишском ущелье

В 811 году император вторгся туда, жестоко разграбил болгарскую столицу Плиску. Возвращаясь с похода, византийское войско попало в засаду в битве при Вырбишском проходе с болгарским ханом Крумом, в которой Никифор I был убит. Из черепа императора хан сделал отделанную серебром чашу для пиров. Соправитель Ставракий в битве тоже получил ранения, в Константинополь его доставили на носилках. Вскоре он был провозглашён единоличным императором, но из-за полученных ран оказался не способен править, а 2 октября 811 года он был низложен зятем Никифора — Михаилом Рангаве.

## Никифор I Геник в искусстве

### В кино
- «День Правителя»[болг.] (Денят на владетелите) — реж. Владислав Икономов (Болгария, 1986). В роли Никифора I Геника — Светозар Неделчев.